# Azazel
Pour les articles homonymes, voir Azazel (homonymie).
Azazel (hébreu : עזאזל) est un terme énigmatique que l'on trouve dans le Tanakh (Bible hébraïque) ainsi que dans certains apocryphes. Il ferait référence à un antique démon que les anciens Cananéens croyaient habiter le désert. Il signifierait « Dieu a rendu fort » par utilisation de la racine azaz à la troisième personne du singulier, et d'El qui signifie « dieu ».
Selon d'autres sources, Azazel proviendrait du terme azel qui signifie « retirer », azazel signifierait alors « retirer entièrement » (voir le Brown-Driver-Briggs Hebrew Lexicon). La traduction hébraïque en grec de la Septante soutient cette interprétation. Gesenius dans sa Grammaire hébraïque partage la même opinion. 
Le nom « Azazel » possède des variantes hébraïques dont Azaël basées sur la racine oz qui signifie « force » ; les termes Rameel et Gadriel sont aussi indifféremment utilisés pour faire allusion à cette même entité.

## Bible
Azazel apparaît dans la Bible (Lévitique 16:7-23) dans la description du rituel du Grand Jour des Expiations, le Yom Kippour.
« Aaron prendra ces deux boucs et les placera devant l'Eternel à l’entrée de la Tente d'assignation. Il tirera les sorts pour les deux boucs, attribuant un sort à l'Eternel et l’autre à Azazel. Aaron offrira le bouc sur lequel est tombé le sort “À l'Eternel” et en fera un sacrifice pour le péché. Quant au bouc sur lequel est tombé le sort “À Azazel”, on le placera vivant devant l'Eternel pour faire sur lui le rite d’expiation, pour l’envoyer à Azazel dans le désert. »
« Aaron lui posera les deux mains sur la tête et confessera à sa charge toutes les fautes des enfants d’Israël, toutes leurs transgressions et tous leurs péchés. Après en avoir ainsi chargé la tête du bouc, il l’enverra au désert sous la conduite d’un homme qui se tiendra prêt, et le bouc emportera sur lui toutes les fautes en un lieu aride »
Cette tradition est à l’origine de l’expression « bouc émissaire ».
Le Talmud, dans le traité Yoma 67b, identifie Azazel à une montagne au sommet de laquelle le bouc était sacrifié. Cette version est confirmée par le plus grand des commentateurs bibliques, Rashi, qui affirme qu'Azazel signifie « falaise ». Rav Abraham Ben 'Ezra pense que le terme désigne une montagne du Sinaï en particulier.
À noter qu'aujourd'hui encore, en Israël notamment, les expressions « Va à Azazel » ou « Par Azazel » sont encore couramment utilisées comme injures.

## Livre d'Hénoch
Dans le Livre d'Hénoch, écrit pseudépigraphique de l'Ancien Testament (voir Apocryphe), ne relevant pas du canon hébraïque, Azazel (Azaël) est un des anges déchus :
« Azazel apprit aux hommes à fabriquer des épées, des armes, des boucliers, des cuirasses. choses enseignées par les anges. Il leur montra les métaux et la manière de les travailler, ainsi que les bracelets, les parures, l'antimoine, le fard des paupières, toutes les sortes de pierres précieuses et les teintures. Il en résulta une grande impiété. Les hommes se débauchèrent, s'égarèrent et se perdirent dans toutes les voies. »
« Tu vois tout ce qu'a fait Azazel : c'est lui qui a enseigné tous les forfaits commis sur la terre et qui a révélé les mystères éternels gardés dans le ciel, et les hommes mettent en pratique ce qu'ils ont appris. »
« Il dit à Raphaël : "Enchaîne Azazel par les pieds et par les mains, jette-le dans les ténèbres, ouvre le désert qui est à Dadouël et jette-le dedans. Mets sur lui des pierres rugueuses, et aigües, enveloppe-le de ténèbres, et qu'il demeure là à perpétuité. Recouvre son visage, et qu'il ne voie pas la lumière." »
« La terre entière a été dévastée par les œuvres apprises d'Azazel : impute à celui-ci tous les péchés. »
On retrouve dans ce texte les mêmes associations notées dans Isaie entre Azazel, le désert et le poids des péchés accumulés.

## Apocalypse d'Abraham
Dans un autre livre pseudépigraphique, l'Apocalypse d'Abraham (Chapitre XIII - Abraham et Azazel), ne relevant pas non plus du canon hébraïque, il est décrit comme un oiseau impur :
« J'attendis le sacrifice du soir. Un oiseau impur descendit sur les corps et je le chassai. L'oiseau impur s'adressa à moi et dit : "Qu'as tu à faire, Abraham sur les saintes hauteurs…" »
« Il arriva que je vis l'oiseau qui me parlait, je dis à l'ange : "Qu'est-ce cela, mon Seigneur ?" Il dit : "C'est l'impiété, c'est Azazel, car le lot d'Abraham est dans les cieux et le tien est sur la terre." »
Dans un autre passage du même livre (Chapitre XXIII - Abraham voit Adam, Ève, le Serpent et différentes formes du mal), il est décrit comme le tentateur sous l'apparence d'un serpent ailé à forme humaine (!) figurant l'impiété :
« Derrière l'arbre se trouvait quelqu'un qui avait l'apparence d'un serpent ; il avait des bras et des jambes semblables à ceux d'un homme ; il portait des ailes aux épaules, six à droite et six à gauche. »

## Christianisme
En sa qualité de démon régnant sur les déserts, Azazel pourrait avoir été le tentateur de Jésus :
« Jésus, rempli du Saint-Esprit, revint du Jourdain, et il fut conduit par l'Esprit dans le désert, où il fut tenté par le diable pendant quarante jours. Il ne mangea rien durant ces jours-là, et, après qu'ils furent écoulés, il eut faim. »
Les Adventistes du Septième Jour croient que le bouc émissaire, ou Azazel, symbolise Satan. Ce serait une figure du jugement dernier, par lequel le péché est enlevé à tout jamais du monde. Par le sacrifice du Christ, les péchés des croyants leur sont pardonnés, mais le fait que ces péchés aient été commis existe toujours. Ces péchés sont écrits dans les « livres » aux cieux (voir Apocalypse 20:12). Après le jugement dernier, la responsabilité pour tous ceux dont les péchés sont pardonnés sont attribués à Satan, le père du péché[pas clair]. Ensuite, Satan est jeté dans le Lac de Feu. Le péché n'existe plus…

## Islam
Dans certains récits et traditions islamiques, Azazel est considéré comme le nom de Satan avant d'être banni du ciel. D'après Ibn Abbas, il a autrefois gardé les portes du paradis, et il a été donné la domination sur le plus bas royaume du ciel et de la terre. Sa position, cependant, a conduit à l'arrogance, sur quoi il s'est déclaré la meilleure créature. À cause de son arrogance, Dieu l'a relevé de son poste. L'une des premières écritures chiites "Mère des Livres", décrit comment Azazel prétend être un Dieu à côté d'Allah et est banni par le représentant de Dieu "Salman" dans des sphères toujours plus basses. Chaque fois qu'il perd une de ses "couleurs" jusqu'à ce qu'il atteigne finalement le monde matériel. Ce qui diffère complètement de la branche sunnite où Azazel ne s'est jamais considéré comme un Dieu mais seulement comme un djinn et adorait même Allah, même après s'être fait bannir du Paradis. Dans l'histoire de la création des archanges, Azazel avait refusé de s'incliner devant l'humain au commandement de Dieu, sous prétexte que l'humain n'était également qu'une créature, il n'était donc pas convenable de s'incliner devant elle. Il retourne ensuite dans le «monde de l'ego», ce qui entraîne l'inimitié entre les humains et les démons dans le monde plus tard.

## Démonologie
Azazel est un démon de second ordre, gardien du bouc, premier porte-enseigne des légions infernales.
« Alors sur le champ il ordonne qu'au bruit guerrier des clairons et des trompettes retentissantes son puissant étendard soit levé. Cet orgueilleux honneur est réclamé comme un droit par Azazel, grand chérubin. »
Azazel est aussi très reconnu comme la version démon du signe astrologique du Capricorne.

## Croyances indo-iraniennes
Azazel émane des anciennes croyances indo-iraniennes en tant que membre des armées maléfiques d'Ahriman.
La religion yézidie considère que Dieu a créé l'ange Azrail (Azazel), qui est une autre appellation de l'archange Malek Tawûs, le premier jour de la semaine, soit un dimanche.

## Dans la culture populaire

### Littérature
- Azazel est un roman de Boris Akounine.
- Een vir Azazel est un roman de l'écrivain sud-africain de langue afrikaans Étienne Leroux.
- Azazel est un recueil de nouvelles d'Isaac Asimov.
- Sous le nom d’Azazello, c’est un personnage du roman Le Maître et Marguerite de l’écrivain russe Mikhaïl Boulgakov
- La malédiction d'Azazel  est un roman de l'égyptien Youssef Ziedan.Titre original en arabe : Azazîl
- Dans les œuvres de Cassandra Clare, Les Chroniques des Chasseurs d'Ombres, Azazel est invoqué afin de venir en aide aux personnages.
- C'est le personnage principal du poème Gazazil du poète bachkir Chaïkhzada Babitch.
- Dans les comics Marvel, Azazel est le roi d'une dimension infernale et le père du mutant Diablo.

### Film et séries télévisées
- Dans la mini-série américaine Fallen, c'est un ange déchu chargé par Lucifer de veiller sur le rédempteur (Paul Wesley).
- Il est représenté dans la série Les Vampires de Manhattan de Melissa de la Cruz sous les traits de Bliss Llewellyn en tant que fille de Lucifer, l'Étoile du matin, et de Gabrielle, l'Incorrompue.
- Il apparaît en tant qu'antagoniste principal dans le film Le Témoin du Mal. Il est privé de forme physique, mais peut passer du corps d'un hôte à un autre par le toucher.
- Dans la série Supernatural, il est l'un des principaux ennemis des frères Winchester, un puissant démon responsable de la mort de leur mère.
- Il apparaît tout au long de la série Hex : La Malédiction. Michael Fassbender joue Azazel.
- Il apparaît dans un épisode de Buffy contre les vampires.
- Il apparaît dans le film La Prophétie de l’Horloge.
- Il apparaît dans Shingeki no Bahamut : Genesis et la saison 2 Shingeki no Bahamut Virgin Soul

- Il apparaît dans High School DxD
- Dans la série X-files, il est mentionné dans l'épisode 14 de la saison 2 : la main de l'Enfer.
- Azazel est un mutant téléporteur de l'univers des X-Men. Il est joué par Jason Flemyng dans le film X-Men : Le Commencement.
- Il est le personnage principal de la série d'animation comique japonaise, Yondemasuyo, Azazel-san (en)
- Il est un démon supérieur, ennemi des chasseurs d'ombres dans la série Shadowhunters (épisode 12, saison 2) où il échange les esprits de Valentin Morgenstern et de Magnus Bane.
- Il est l'entité principale de la série Calls, réalisée par Timothée Hochet.
- Il est représenté dans la série Sandman dans le dixième épisode.

### Jeux vidéo
- C'est le nom du boss final dans Tekken 6. Il représente un démon ancien.
- C'est un personnage jouable dans le jeu The Binding of Isaac: Rebirth.
- C'est le nom de l'un des antagonistes principaux de Pony Island, protecteur du premier fichier core.
- C'est l'antagoniste principal essayant de tuer Julie, Dereck et Alex, dans Alone.

- C'est le second boss des jeux Persona 5 et Persona 5 Royal. La forme prise par les pulsions de Ichiryusai Madarame. Ici sous la forme de quatre tableaux représentant le visage de l'antagoniste.

- C'est l'antagoniste du jeu vidéo Devour.

- C'est l'un des personnages du jeu Helltaker
- C'est l'un des principaux lieutenant de Slaanesh dans Total War Warhammer 3

### Mode
- C’est le premier coloris du modèle de sneakers 700 v3 de la marque Yeezy.